# Cubierta de la carlinga (aviación)

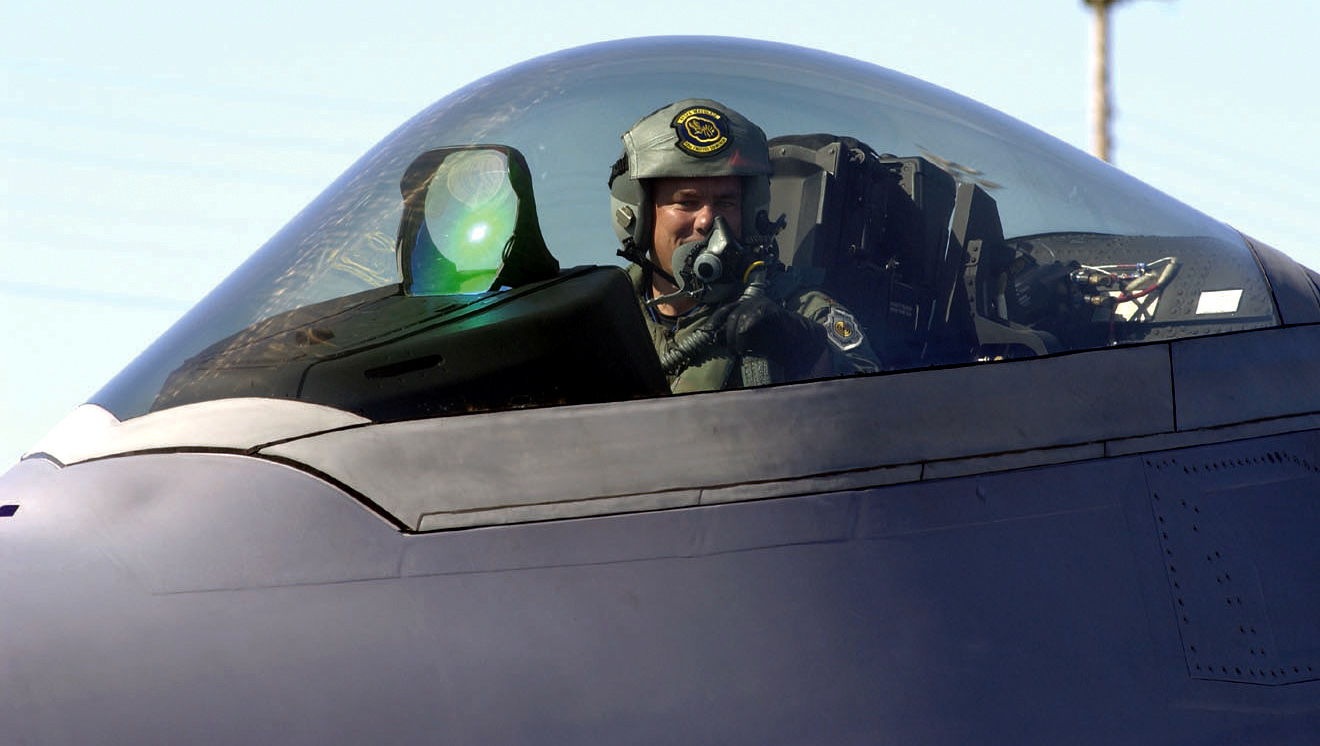
Cabina de burbuja de un Lockheed Martin F-22 Raptor

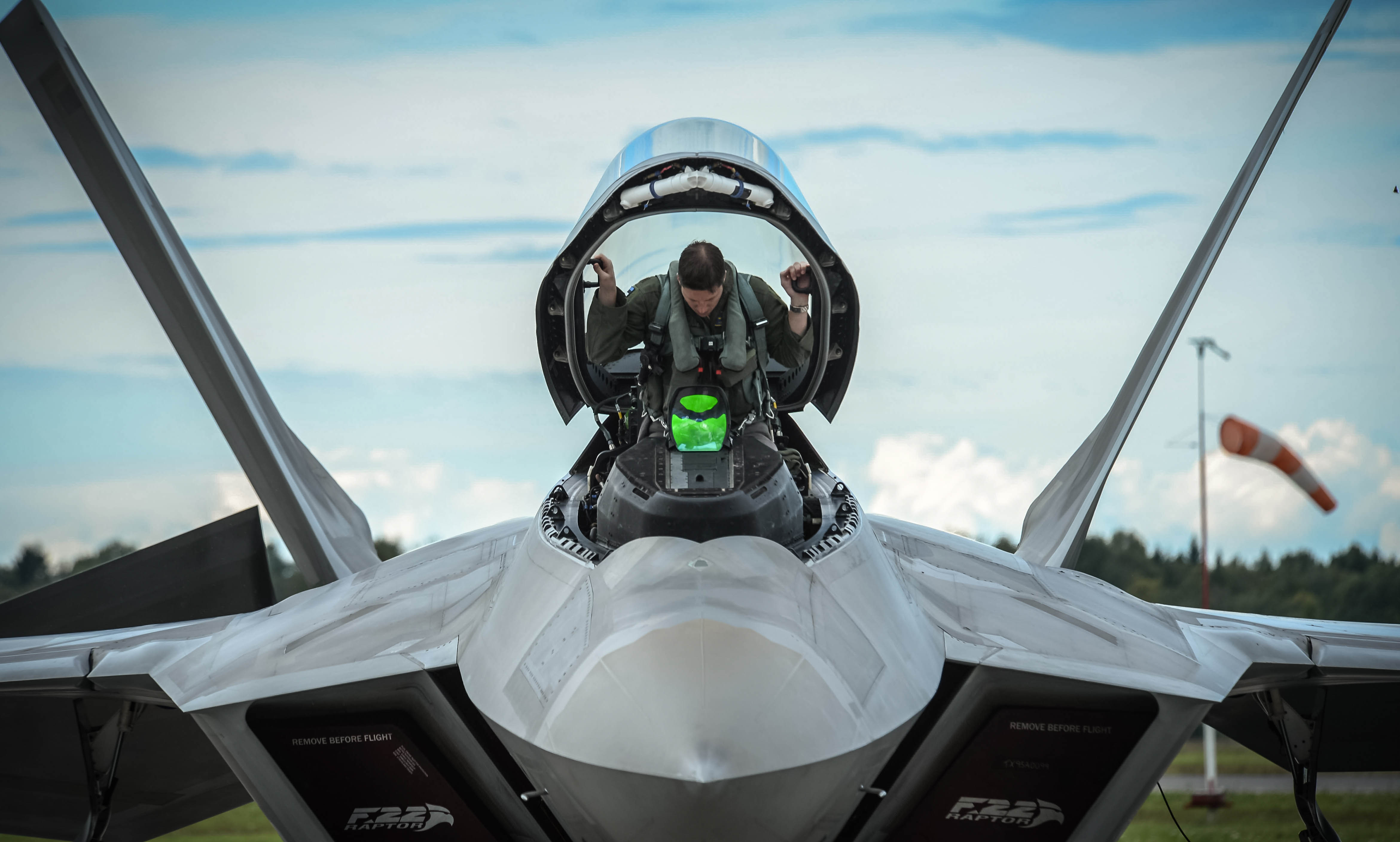
Cubierta de la carlinga de un F-22 Raptor

La cubierta de la carlinga de una aeronave es un techo (en ocasiones transparente por completo) situado sobre el habitáculo de algunos tipos de aeronaves. Sirve para proporcionar un entorno controlado al piloto (o a la tripulación), y en ocasiones dispone de presurización para los ocupantes del avión. También permite disponer de un mayor campo de visión que una cabina tradicional. Su forma es una solución de compromiso diseñada para minimizar la resistencia aerodinámica mientras se maximiza la visibilidad para el piloto y los otros miembros de la tripulación.

## Historia

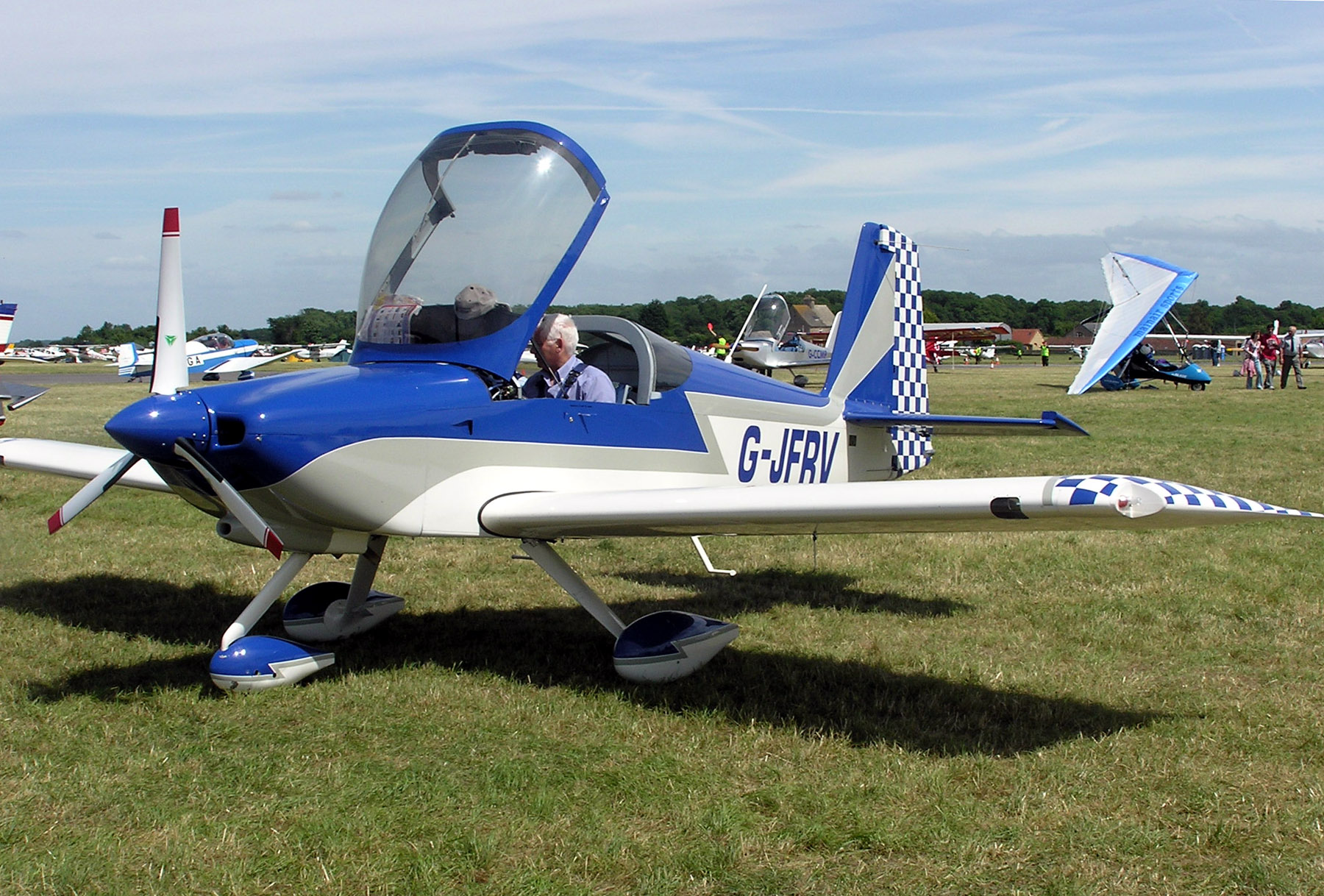
Cubierta de la carlinga levantada de un Van's Aircraft RV-7

Los primeros aviones no tenían cubierta la carlinga. Los pilotos estaban expuestos al viento y al clima, aunque la mayoría de los vuelos se realizaban con buen tiempo. Durante la Primera Guerra Mundial, la mayoría de los aviones carecían de un habitáculo cerrado, aunque a menudo disponían de un pequeño parabrisas para desviar el flujo generado por la hélice y el viento que incidían sobre la cara del piloto. En las décadas de 1920 y 1930, el aumento de la velocidad y la altitud de los aviones requirió una cabina completamente cerrada, y las carlingas cerradas se hicieron cada vez más comunes.
Las primeras cubiertas de las carlingas estaban hechas de numerosas piezas de vidrio plano sostenidas en su posición por montantes dispuestos sobre un bastidor. Los montantes reducían la visibilidad del piloto, una circunstancia especialmente problemática en las aeronaves militares. Además, las cubiertas de vidrio eran mucho más pesadas que las de materiales acrílicos, que se introdujeron por primera vez poco antes de la Segunda Guerra Mundial. Las primeras cabinas de burbuja de polimetilmetacrilato se utilizaron en aviones como el Spitfire y el Westland Whirlwind, y ofrecieron una mejor visibilidad panorámica y un peso reducido. Este diseño se sigue utilizando en la mayoría de los aviones de caza.

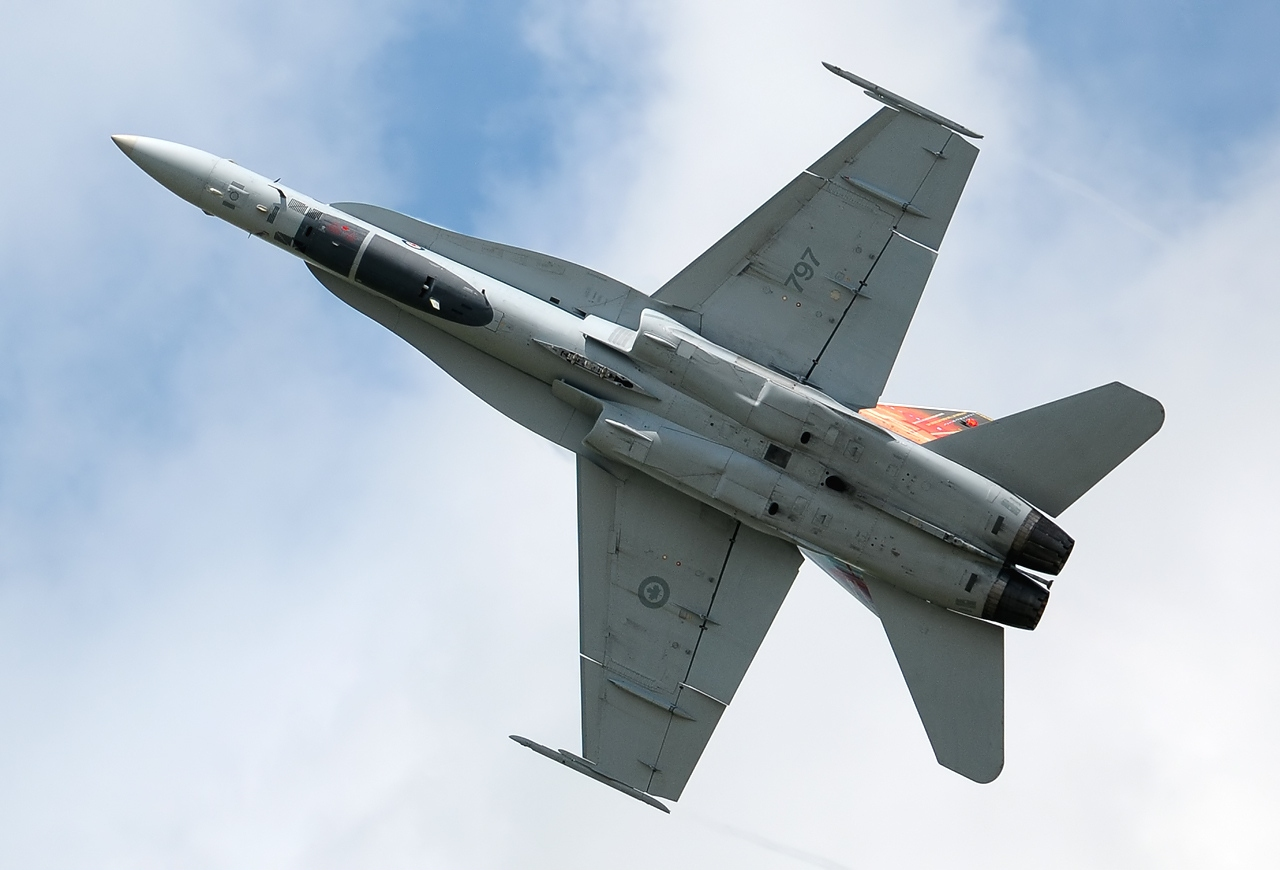
CF-18 Hornet de RCAF mostrando una falsa cubierta de carlinga pintada bajo su fuselaje

En la década de 1970, el artista de aviación estadounidense Keith Ferris inventó la denominada "cubierta de carlinga falsa" para ser pintada en la parte inferior de un avión militar, directamente debajo de la parte delantera del avión, cuyo propósito era confundir a un enemigo para que no sepa en qué dirección se dirige el avión. Esta artimaña se inspiró en animales y peces que tienen marcas similares en la cabeza y en la cola. Los pilotos se muestran escépticos respecto a que la medida sea efectiva, afirmando que si el enemigo está lo suficientemente cerca para ver la marca, también está demasiado cerca para ser engañado por ella.

## Fabricación

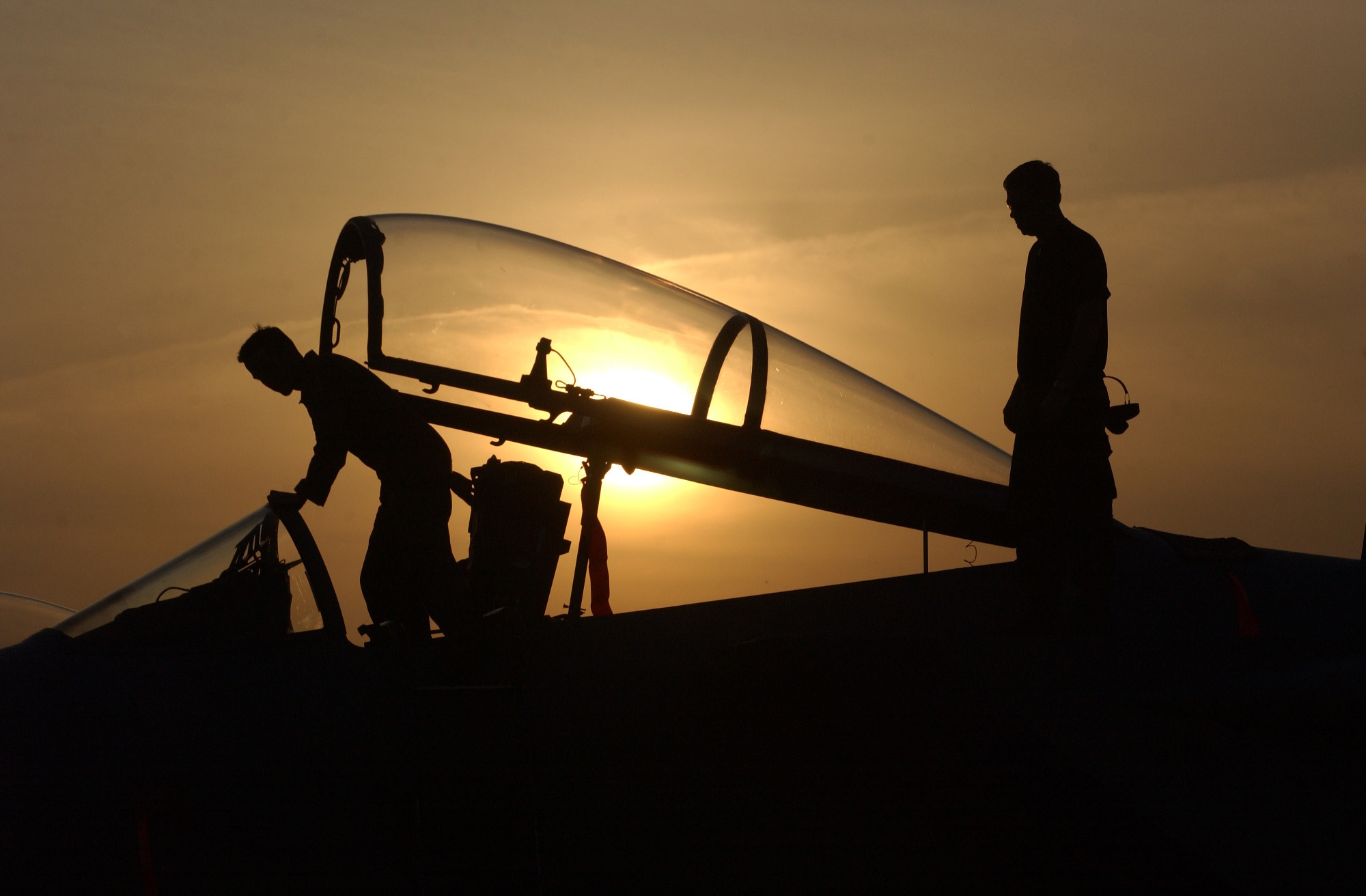
Cubierta de carlinga abierta de un McDonnell Douglas F-15 Eagle

La mayoría de las cubiertas de carlinga acrílicas modernas están moldeadas al vacío. La técnica consiste en asegurar una lámina de material acrílico a un molde hembra, y a continuación se calienta todo el conjunto en un horno hasta que el acrílico sea flexible. Luego se elimina el aire del molde y la lámina acrílica se acopla a su superficie, tomando la forma deseada. Por último, la pieza de material acrílico se recorta con la forma adecuada y se fija a un marco de aluminio o de un material compuesto. Algunas cubiertas de carlinga únicas se fabrican de manera similar, pero dado que la fabricación de un molde es cara y requiere mucho tiempo, se puede calentar el acrílico y se la da forma al vacío hasta que se aproxima a la configuración que busca el constructor. Sin embargo, este tipo de construcción es menos preciso y cada cubierta de carlinga es única. Si se necesitan varias piezas iguales, casi siempre se usa un molde.

## Cubierta de carlinga Malcolm

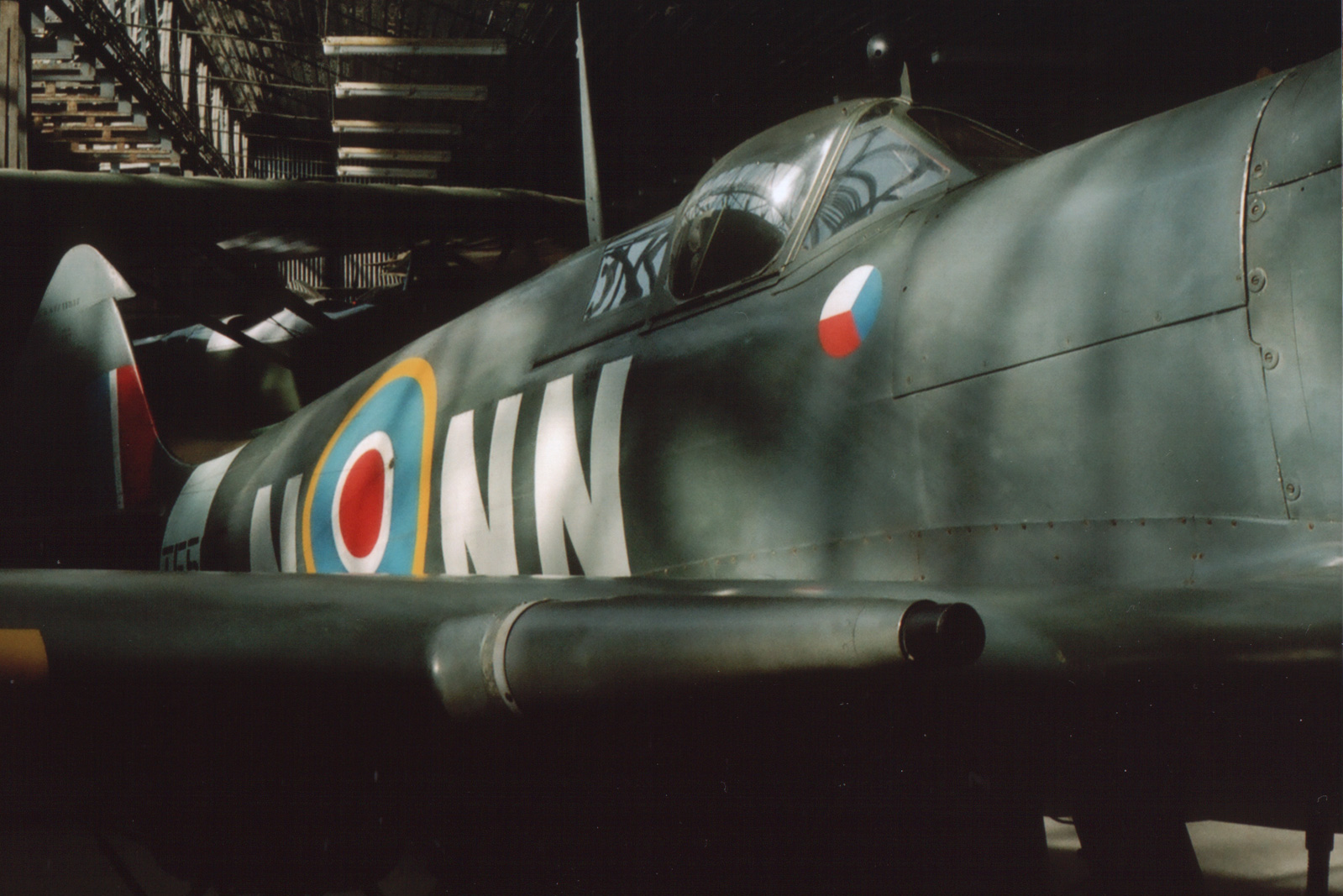
Este Spitfire está equipado con una cubierta de carlinga Malcolm

La cubierta de carlinga Malcolm se desarrolló originalmente para el Supermarine Spitfire. Su concepto demostró ser valioso para otros aviones de combate como los Mustang P-51 B y C actualizados producidos por North American Aviation, y se convirtió en un estándar en versiones posteriores del Vought F4U Corsair, siendo este diseño imitado en los modelos posteriores del caza Focke-Wulf Fw 190 de la Luftwaffe.
La cubierta de carlinga fue fabricada por la empresa británica R Malcolm & Co, que le dio su nombre. En lugar de seguir una línea recta entre los marcos del dosel, estaba abultada hacia afuera, proporcionando al piloto una mejor visión hacia atrás.
...Las deficiencias iniciales del Corsair se estaban resolviendo de forma simultánea ... El número 689 de los F4U-1 producidos incorporó una serie de cambios significativos. Lo más notable fue que la cabina se elevó 18 centímetros (7,1 plg) para mejorar la visibilidad hacia adelante del piloto, y se dispuso un dosel abultado, siguiendo las líneas de la "cubierta de carlinga Malcolm" usada en los Spitfire, que reemplazó el dosel enmarcado en forma de "jaula de pájaros" original para proporcionar un mejor campo de visión en todos los sentidos.

## Sistema de asiento eyectable

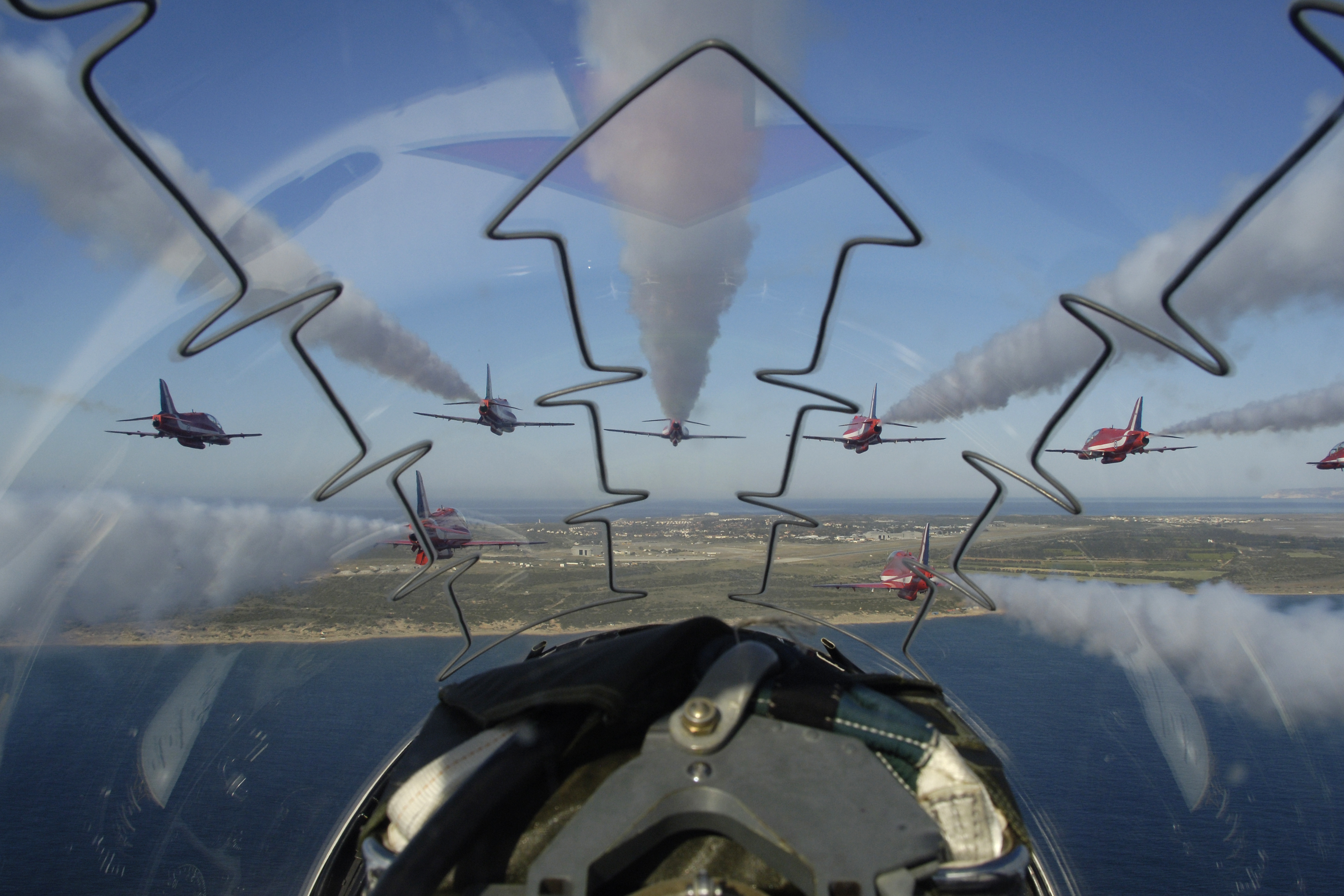
Una vista de la cabina de un BAE Hawk, donde se ve el cordón explosivo que permite la expulsión instantánea de la cubierta de la carlinga en caso de emergencia

En muchas aeronaves militares de alto rendimiento, la cubierta de la carlinga es una parte integral del sistema del asiento eyectable. El piloto no puede ser expulsado de la aeronave hasta que la cubierta transparente haya dejado libre el camino para eyectar el asiento. En la mayoría de los aviones equipados con asientos eyectables, la cubierta se lanza hacia arriba y hacia atrás mediante cargas explosivas. El viento relativo impulsa la cubierta de la carlinga lejos de la ruta de expulsión del piloto. Sin embargo, en algunas aeronaves, como el Harrier, el piloto puede verse obligado a saltar cuando está en vuelo estacionario o cuando va demasiado lento para que el viento relativo impulse la cubierta fuera de la trayectoria del asiento eyectable. En esta situación, el piloto posiblemente podría impactar con el paracaídas contra la cubierta de la carlinga al ser expulsado. Para evitar esa posibilidad, algunos aviones disponen de un cordón delgado de explosivo plástico situado en zigzag a través de la cubierta de la carlinga sobre la cabeza del piloto. En el caso de una expulsión de emergencia, el cordón explosivo se activa primero, rompiendo el dosel. Luego, el asiento eyectable y el piloto se lanzan a través de la cubierta previamente desmantelada.

## "Have Glass"
"Have Glass" es el nombre en clave de una serie de medidas de reducción de eco de radar diseñadas para el caza F-16. Su aspecto principal es la adición de una capa de óxido de indio-estaño a la cubierta de la carlinga de la cabina teñida de color dorado, que dispersa las frecuencias del radar. Una cubierta de carlinga ordinaria permitiría que las señales de radar pasen directamente hacia lugares con bordes y esquinas del interior donde rebotarían con fuerza hacia la fuente del radar. La capa reflectante permite atenuar estas señales. En general, el "Have Glass" reduce el eco del radar (sección transversal del radar) de un F-16 en un 15 por ciento. El tinte dorado también reduce el resplandor del sol para mejorar la visibilidad del piloto.

## Galería

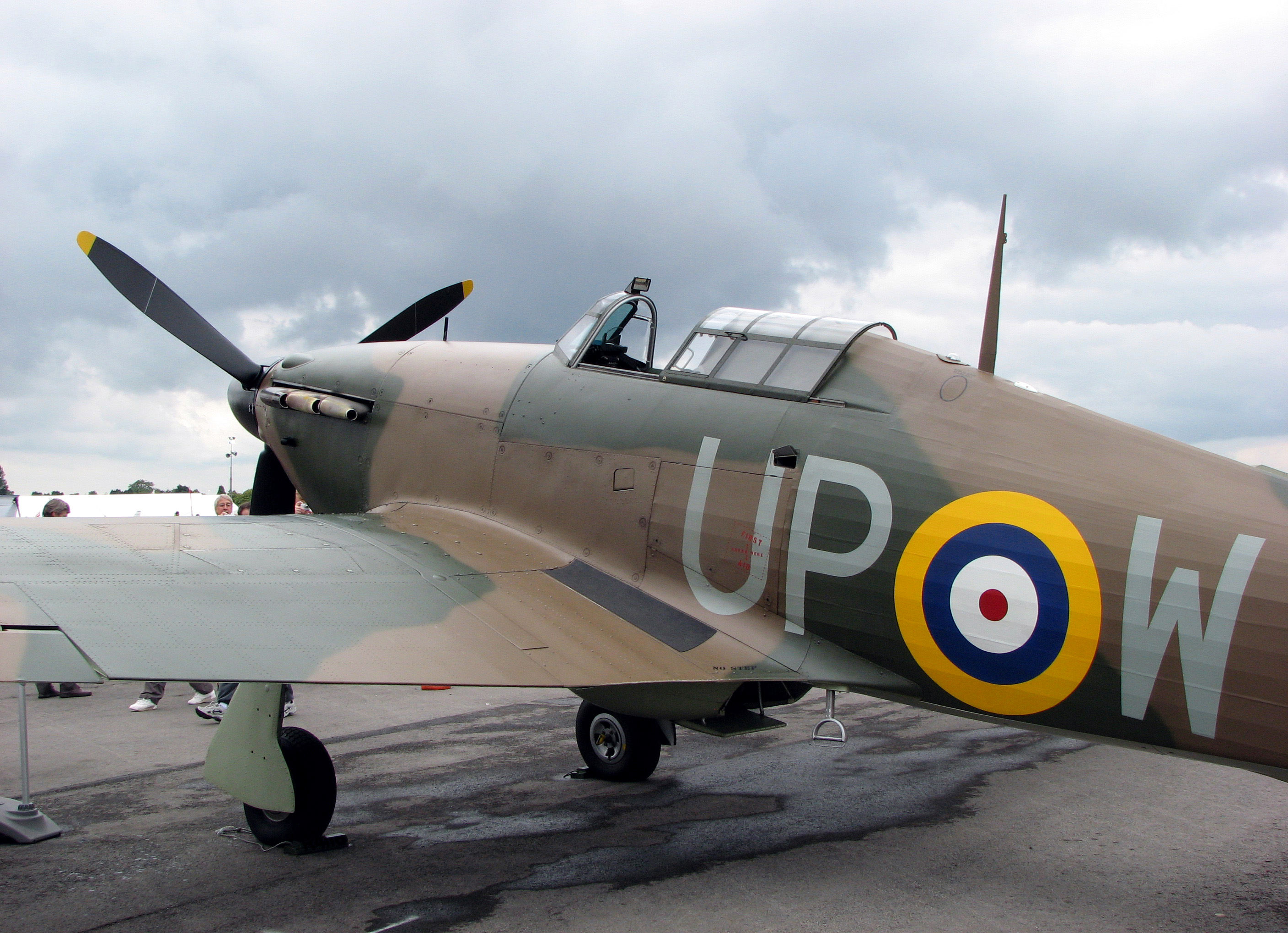
Hawker Hurricane con su cubierta de carlinga enmarcada deslizada hacia atrás
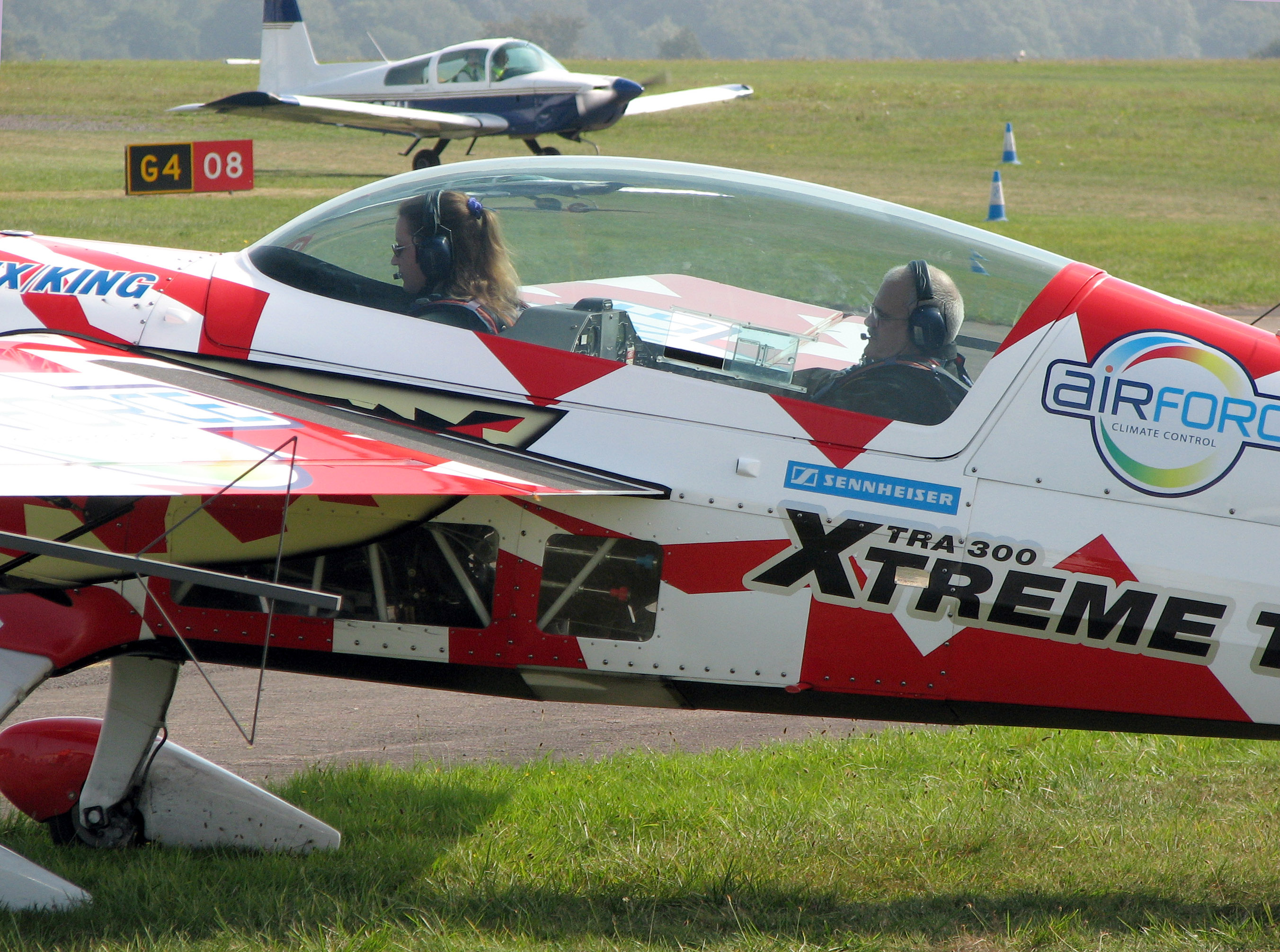
La cubierta aerodinámica de un avión ligero acrobático Extra 300
Eyección de un F-16 que muestra la cubierta de la carlinga despegada del avión por cargas explosivas
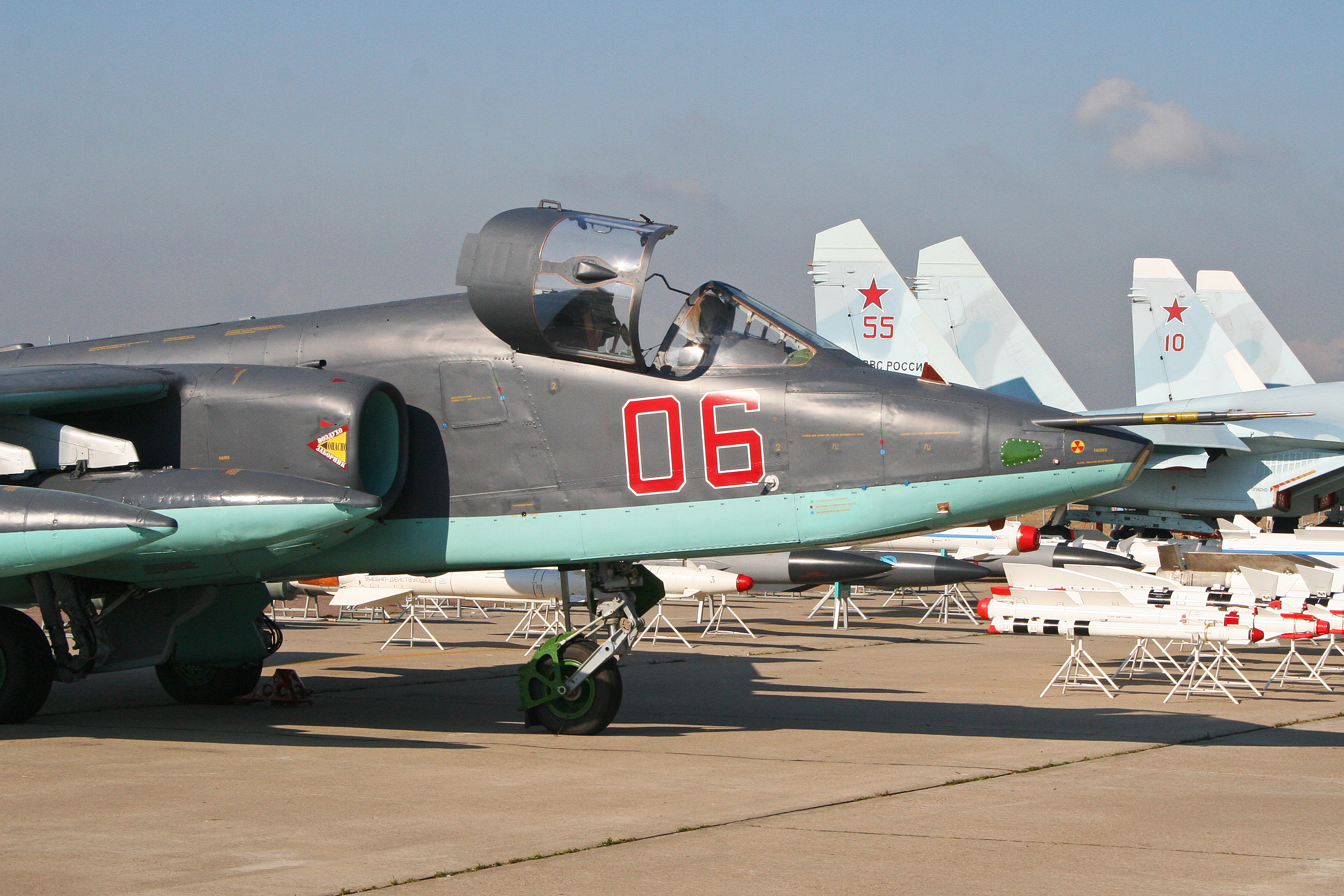
La cúpula transparente elevada de un Su-25
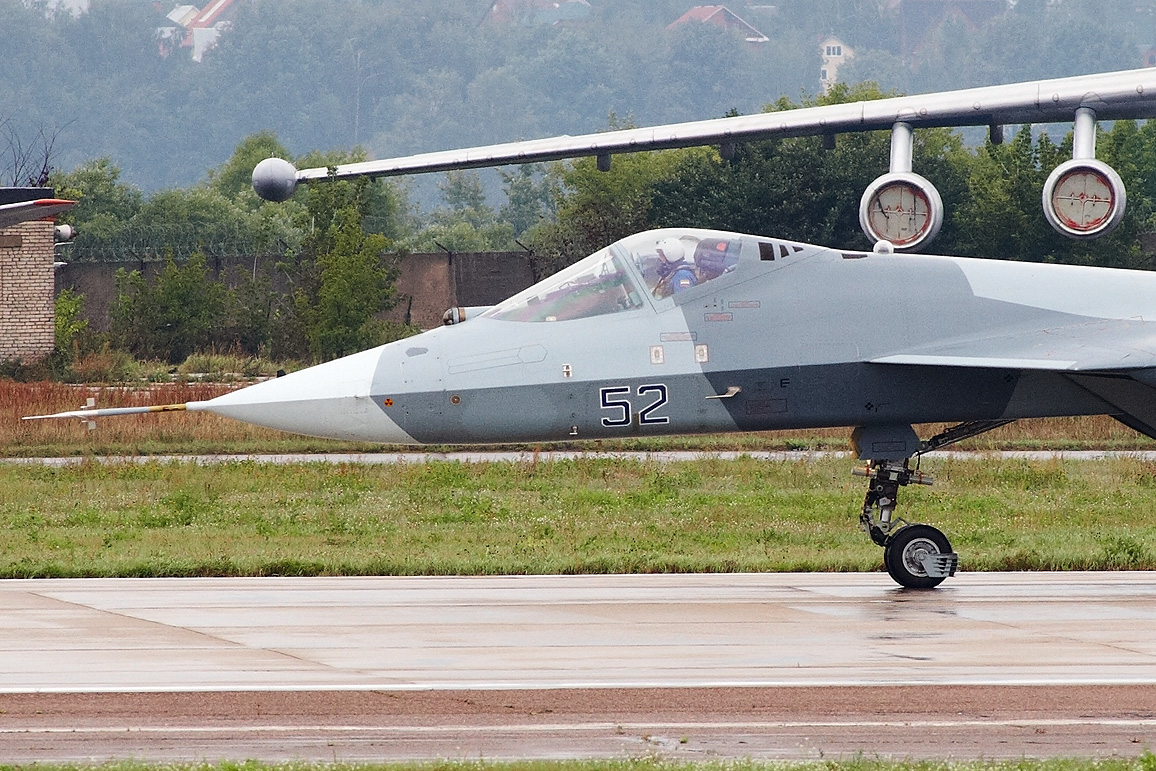
Prototipo Sukhoi Su-57 en el MAKS 2011
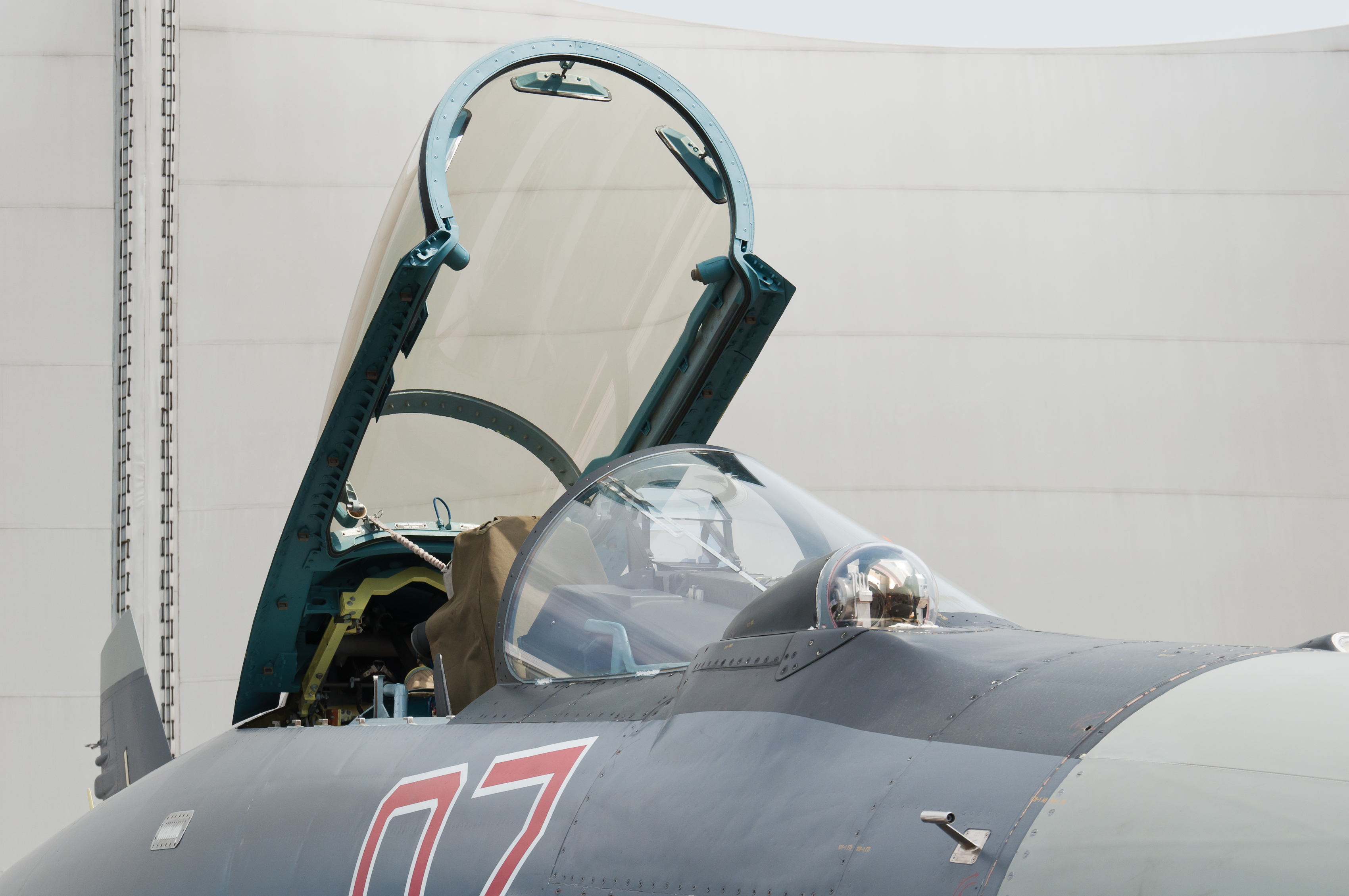
Sukhoi Su-35
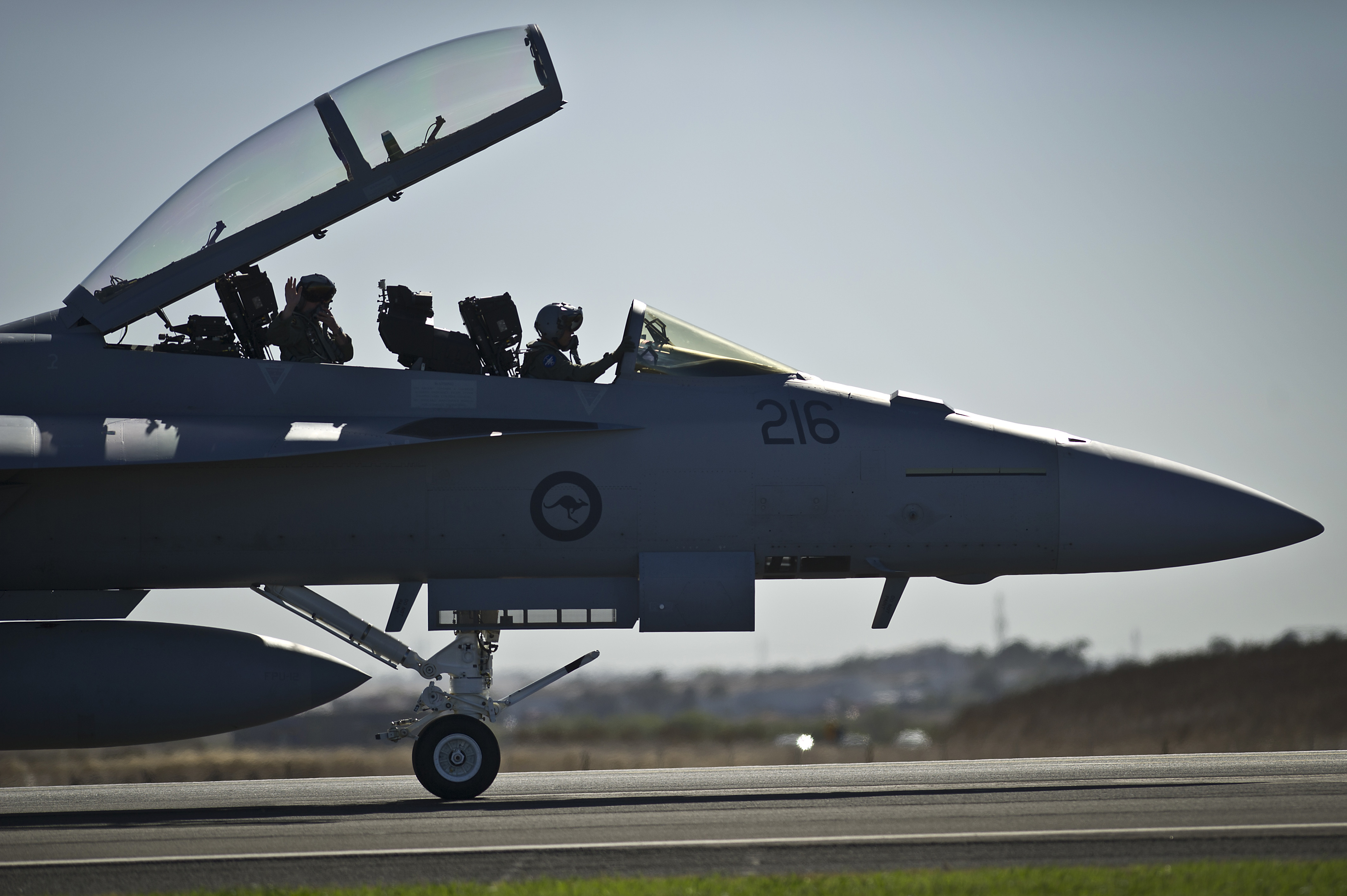
Cubierta de carlinga alargada de un F/A-18F